# Hajime Funada

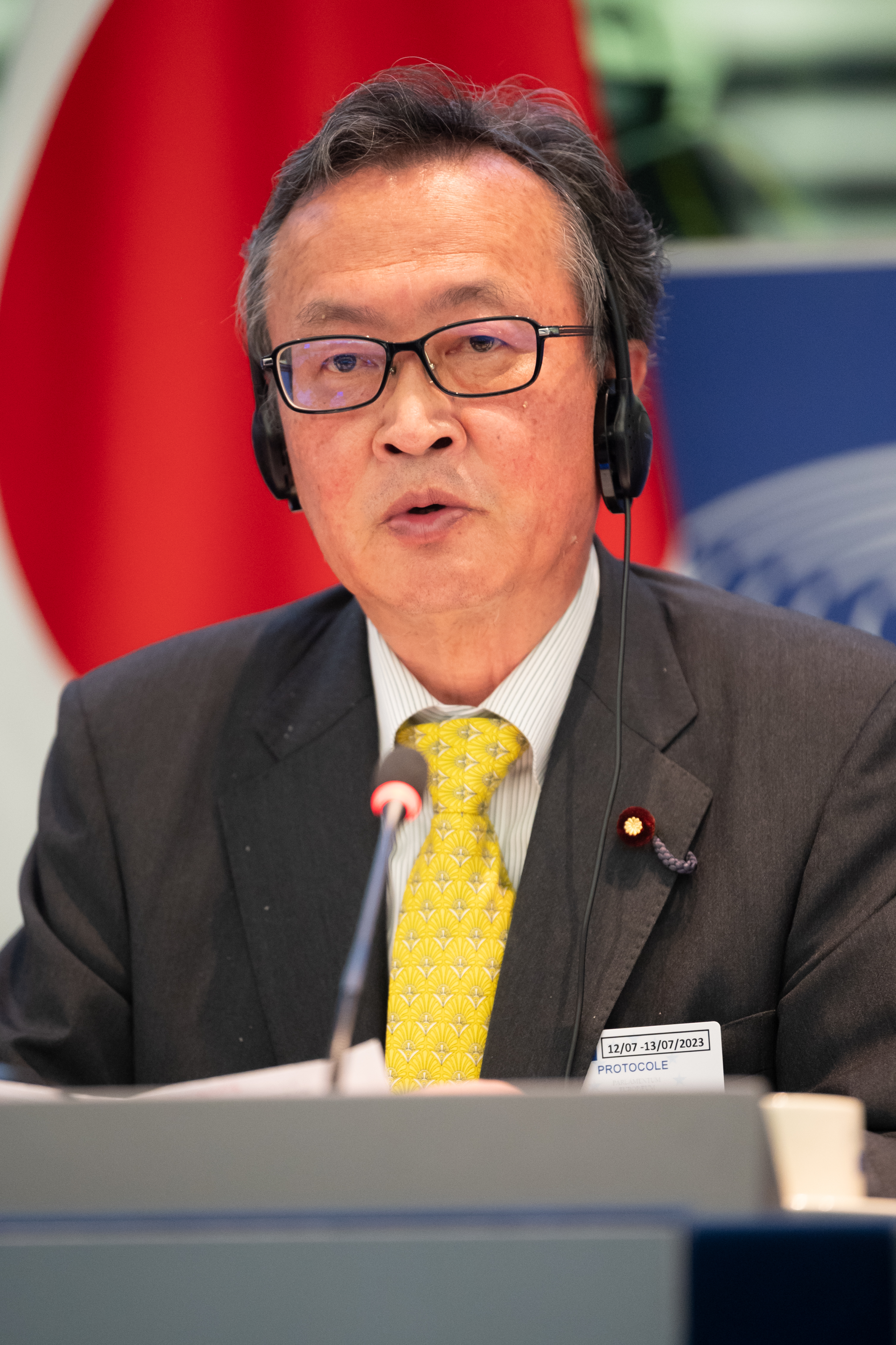

Hajime Funada (japanisch 船田 元 Funada Hajime; * 22. November 1953 in Utsunomiya, Tochigi) ist ein japanischer Politiker (Liberaldemokratische Partei (LDP, Funada-Faktion → Tanaka-Faktion → Takeshita-Faktion) → Erneuerungspartei → Neue Fortschrittspartei → parteilos → LDP (Yamasaki-Faktion → Motegi-Faktion → faktionslos)), mit Unterbrechungen (2000–2003, 2009–2012) seit 1979 Mitglied des Abgeordnetenhauses, dem Unterhaus des Nationalparlaments, durchgehend seit 2012 für den 1. Wahlkreis Tochigi, und ehemaliger Chef der Wirtschaftsplanungsbehörde im umgebildeten Kabinett Miyazawa.
Funada ist der Sohn des Gouverneurs von und Senators für Tochigi Yuzuru Funada und damit Enkel des Abgeordneten Naka Funada, Chef der Funada-Faktion der LDP und unter anderem LDP-Vizepräsident, Verteidigungsminister und Präsident des Abgeordnetenhauses. Er studierte an der Keiō-Universität. Nachdem Naka Funada wenige Monate vor der Abgeordnetenhauswahl 1979 gestorben war, kandidierte Hajime im damaligen SNTV-Fünfmandatswahlkreis Tochigi 1 für die Nachfolge. Hinter Michio Watanabe (LDP, Nakasone-Faktion, 27,8 %) und noch vor Kinji Moriyama (LDP, Miki-Faktion, 16,1 %) und zwei SPJ-Kandidaten gewann er mit 18,9 % der Stimmen den zweiten Sitz. Nachdem sich die Faktion seines Großvaters aufgelöst hatte, schloss er sich zunächst der Tanaka-Faktion an, nach deren Spaltung/Auflösung der Takeshita-Faktion und wechselte schließlich im Machtkampf 1992 in die abgespaltene Hata-Ozawa-Faktion, für die er einen von zwei Ministerposten im umgebildeten Kabinett Miyazawa besetzte. Mit der Faktion stimmte er 1993 für das Misstrauensvotum gegen das Kabinett Miyazawa, trat als Minister zurück und kandidierte bei der resultierenden Abgeordnetenhauswahl 1993 erfolgreich für die Erneuerungspartei.
Nach dem Scheitern der Anti-LDP-Regierungen schloss sich Funada zunächst der Neuen Fortschrittspartei an, die die Opposition gegen die Große Koalition für die neuen Westminster-Einmandatswahlkreise bündeln sollte, verließ die Partei aber 1996. Er kandidierte bei der Abgeordnetenhauswahl 1996 ohne Parteinominierung im neuen Einmandatswahlkreis Tochigi 1 und setzte sich souverän gegen den Demokraten Susumu Yanase und zwei weitere Kandidaten durch. Den neuen Wahlkreis verlor er bei den Wahlen 2000 und 2009, gewann ihn sonst bis einschließlich 2024 achtmal. 1997 kehrte er in die LDP zurück, wo er zunächst der Yamasaki-Faktion beitrat, später aber in die ehemalige Takeshita-Faktion zurückkehrte, in der er ab 2021 unter Toshimitsu Motegi zum Vorstand gehörte. Während des LDP-Skandals um schwarze Faktionskassen reichte er im Januar 2024 zusammen mit weiteren Mitgliedern seinen Rücktritt aus der Motegi-Faktion ein, nachdem Motegi zunächst angekündigt hatte die Faktion trotz des Skandals fortführen zu wollen.